# Santa Cruz de Juventino Rosas
Santa Cruz de Juventino Rosas község Mexikó Guanajuato államának középső részén. 2010-ben lakossága kb. 79 000 fő volt, ebből mintegy 42 000-en laktak a községközpontban, Juventino Rosasban, a többi 37 000 lakos a község területén található 169 kisebb településen élt.

## Fekvése
A Guanajuato középső részén fekvő község déli része a tengerszint felett körülbelül 1740 méterrel elterülő síkság (ennek északi felén található a községközpont is), többi része kis relatív magasságú dombos-hegyes vidék. A csapadék mennyisége évente 600–900 mm, ami nem kevés, de időben egyenetlenül oszlik el, így állandó vízfolyás a községben nincs, időszakos patakjai közül az Arroyo Grande és az Arroyo Hondo a jelentősebb. A terület legnagyobb része, körülbelül 60%-a mezőgazdasági művelés alatt áll, 20%-ot rétek, legelők borítanak. A fennmaradó rész többségét erdők és vadon teszi ki, a települések kb. 1,5%-ot foglalnak el.

## Élővilág
A község egyetlen erdőalkotó fája a magyaltölgy. A rétek és legelők lágyszárú növényei mellett jellemző még a szúrós medveszőlő, a fügekaktusz, az Acacia constricta nevű akácia, a Lysiloma acapulcensis nevű mimózaféle (tepehuaje) és a Myrtillocactus geometrizans nevű kaktusz.
Állatai közül megemlítendők a különféle nyulak, mókusok, az amerikai borz, tyúkfélék, kacsák, sasok, sólymok, a hollókeselyű, őzek és szarvasok.

## Népesség
A község lakóinak száma a közelmúltban igen gyorsan növekedett, a változásokat szemlélteti az alábbi táblázat:
| Év   | Lakosság |
| ---- | -------- |
| 1990 | 56 166   |
| 1995 | 61 945   |
| 2000 | 65 479   |
| 2005 | 70 323   |
| 2010 | 79 214   |

## Települései
A községben 2010-ben 170 lakott helyet tartottak nyilván, de nagy részük igen kicsi: 63 településen 10-nél is kevesebben éltek. A jelentősebb helységek:
| Település                       | Lakosság (2010) |
| ------------------------------- | --------------- |
| Juventino Rosas (községközpont) | 42 264          |
| Santiago de Cuenda              | 6524            |
| Pozos                           | 2742            |
| Rincón de Centeno               | 2560            |
| San Antonio de Morales          | 1808            |
| Franco Tavera                   | 1622            |
| El Naranjillo                   | 1566            |
| Los Dulces Nombres              | 1258            |
| Cerrito de Gasca                | 1214            |
| San José de las Pilas           | 1010            |
| San Antonio de Romerillo        | 1004            |
| San Diego de los Dolores        | 944             |
| San José de Manantiales         | 877             |
| Jaralillo                       | 764             |
| El Murciélago                   | 731             |
| Mesas de Acosta                 | 728             |
| San Juan de la Cruz             | 725             |
| La Purísima                     | 591             |
| Emiliano Zapata                 | 578             |